# 八戸駅前郵便局

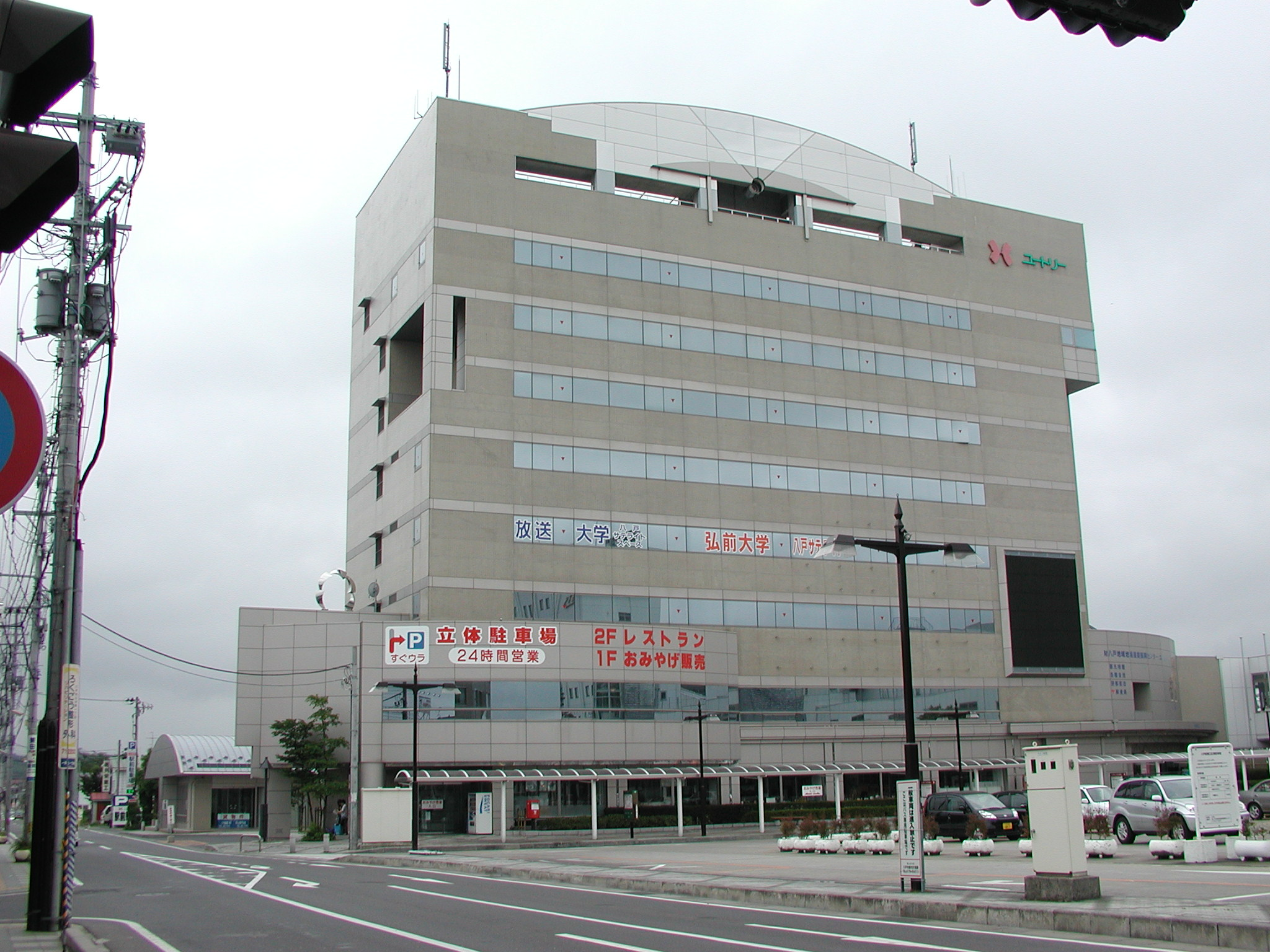
八戸駅前郵便局が入居する八戸地域地場産業振興センター（ユートリー）

八戸駅前郵便局（はちのへえきまえゆうびんきょく）は青森県八戸市にある郵便局である。民営化前の分類では無集配特定郵便局であった。局番号は84288。

## 概要
住所：〒039-1102 青森県八戸市一番町1-9-22
八戸地域地場産業振興センター（ユートリー）の1階に設置されている。
新局設置のきっかけは、1996年（平成8年）9月に行われた八戸市議会本会議中において、ある八戸市議員が東北新幹線八戸駅への延伸に向け、改築される新八戸駅舎内への郵便局開設を提案することから始まった。
尻内地区は長らく、八戸西郵便局（集配普通局）の担当区域であったが、当局が1996年（平成8年）12月2日付けで約1.5km先にある長苗代二日市地区へ移転されることとなり、駅周辺では三條簡易郵便局のみとなることから、尻内地区周辺の住民に対するサービスだけでなく、駅利用者の利便性などを考慮し、市やJRなどを構成する八戸駅整備検討委員会等において検討して頂くことになった。
その後様々な検討を重ね、設置場所を八戸駅の隣にある八戸地域地場産業振興センター（ユートリー）とし、2000年（平成12年）1月17日付けで、当局が当館1階に設置された。

## 沿革
- 2000年（平成12年）1月17日 - 八戸駅前郵便局[2]として開局[3]。
- 2007年（平成19年）10月1日 - 民営化。
- 2012年（平成24年）10月1日 - 日本郵便株式会社発足。

## 取扱内容
- 郵便、印紙、ゆうパック
- 貯金、為替、振替、振込、国債
- 生命保険、バイク自賠責保険
- ゆうちょ銀行ATM（振替対応、ホリデーサービス実施）

## 周辺
- 青森県立八戸西高等学校
- 青森農政事務所八戸庁舎
- 国道104号
- 国道454号

## アクセス
- JR東北新幹線・東北本線・八戸線、青い森鉄道線 八戸駅（東口）徒歩3分
- 八戸市営バス、南部バス、十和田観光電鉄バス 八戸駅前停留所、もしくはJRバス東北（おいらせ号） 八戸駅西口停留所下車
- 八戸自動車道 八戸ICから北西へ約4.5km、百石道路 八戸北ICから南へ約8km
- 郵便局の駐車場はなし - 駅東口前駐車場（30分以内専用）もしくはユートリー立体駐車場を利用